# Valeriano Gómez

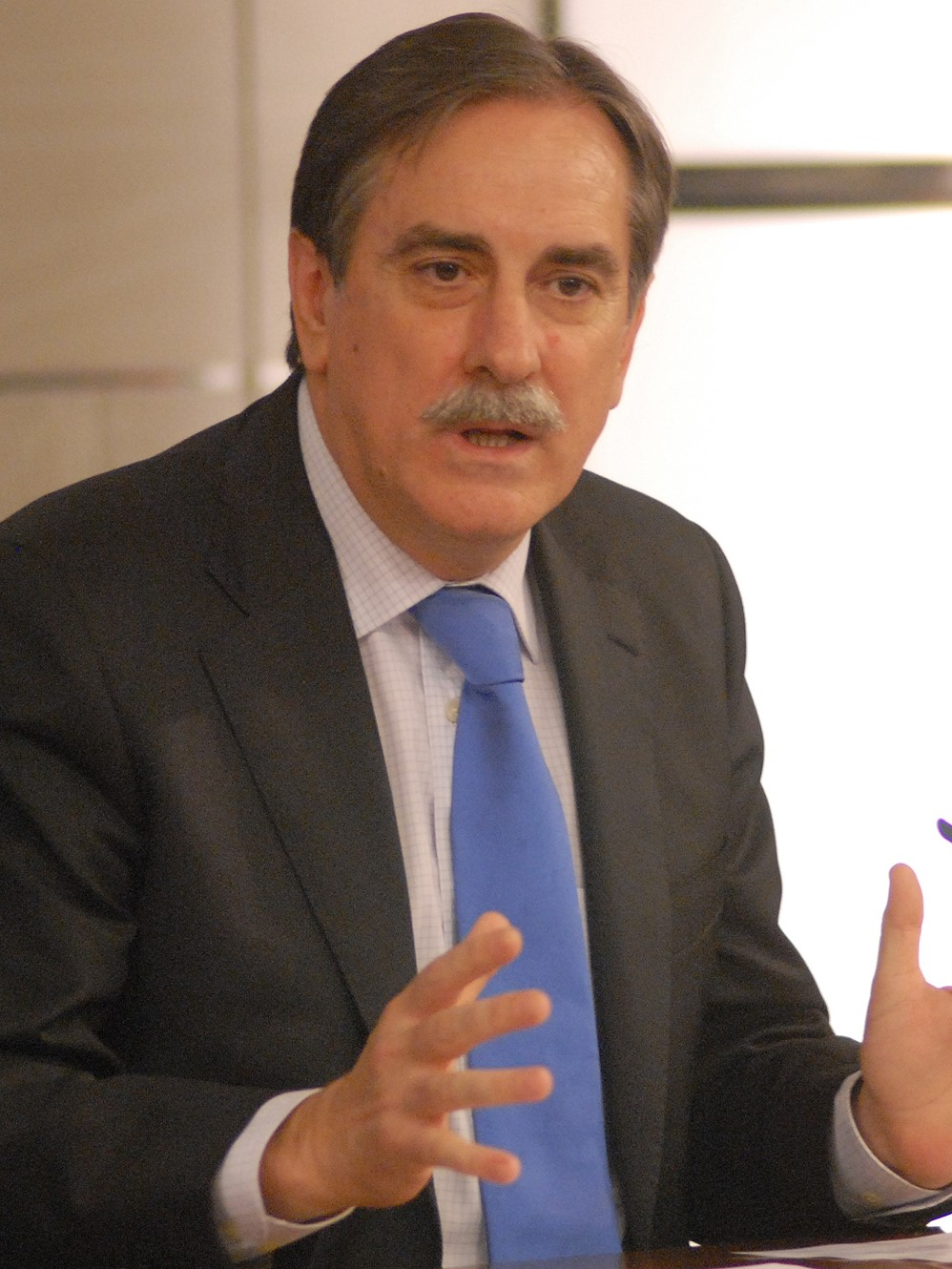
Valeriano Gómez

Valeriano Gómez (* 15. Dezember 1957 in Arroyo del Ojanco, Jaén) ist ein spanischer Politiker der PSOE.

## Leben
Gómez studierte an der Universität Complutense Madrid Wirtschaftswissenschaften. Er war zwischen 1984 und 1986 als Wirtschaftsberater der Exekutivkommission der Unión General de Trabajadores tätig. Von 1988 bis 1994 war er Berater mehrerer Minister für Arbeit und Soziales, darunter Manuel Chaves und José Antonio Griñán.
Im April 2004 wurde er auf Empfehlung des damaligen Ministers für Arbeit und Soziales Jesús Caldera zum Generalsekretär für Beschäftigungspolitik ernannt und hatte dieses Amt bis November 2006 inne. Im Dezember 2006 wurde er Vorstandsmitglied und Vorsitzender der Finanzkommission der Fundación José Ortega y Gasset. 2008 war er als technischer Koordinator beim Entwurf des Wahlprogramms der PSOE für die Parlamentswahlen tätig.
Vom 21. Oktober 2010 bis Dezember 2011 war er als Nachfolger von Celestino Corbacho Minister für Arbeit und Immigration im Kabinett Zapatero II.